# Waszyngton przeprawia się przez rzekę Delaware
Waszyngton przeprawia się przez rzekę Delaware lub Waszyngton przekraczający Delaware – obraz amerykańskiego malarza niemieckiego pochodzenia Emanuela Leutzego, kopia oryginalnego dzieła zniszczonego podczas II wojny światowej.
Obraz stał się jednym z najważniejszych obrazów historycznych w kulturze Stanów Zjednoczonych. Jego patriotyczny charakter powodował, iż reprodukcje dzieła zawisły w wielu domach, kościołach i instytucjach użyteczności publicznej m.in. w zachodnim skrzydle Białego Domu. Jego pojawienie się na wystawie w nowojorskim Stuyvesant Institute wzbudziło wielkie zainteresowanie publiczności. Za dwadzieścia pięć centów od osoby dorosłej, można było podziwiać dzieło Leutzego. Galeria otwarta była od ósmej rano do dwudziestej drugiej i przez cały ten czas była wypełniona chętnymi. Obraz obejrzało 50 tysięcy widzów. Według recenzji zamieszczonej w The New York Times był to: najwspanialszy obraz historyczny stulecia. W kwietniu 2022 r. Christie's ogłosił, że mniejszy obraz zostanie sprzedany na aukcji w maju, za szacunkową kwotę od 15 do 20 milionów dolarów w przedsprzedaży.

## Historia powstania obrazu
Prace nad dziełem Leutze rozpoczął w 1849, w pracowni w Düsseldorfie. Jego amerykański przyjaciel, malarz pejzażysta, John Worthington w swojej autobiografii opisał proces i trudności przy powstawaniu obrazu: 

Malarz miał ogromne trudności za znalezieniem amerykańskich typów dla głów i sylwetek, gdyż wszyscy niemieccy modele byli albo zbyt niscy, albo nazbyt krępi. Chwytał więc każdego Amerykanina, jaki pojawił się w pobliżu, i nakłaniał go do pozowania. (...) Ten przyjaciel (Worthingtona), szczupły mężczyzna o chorowitym wyglądzie, który w istocie przez całe życie był półinwalidą, namalowany z bandażem wokół głowy został przedstawiony jako ranny, umieszczony w łodzi wraz z innymi, podczas gdy ja służyłem malarzowi dwukrotnie: raz jako sternik z wiosłem w dłoni i ponownie jako sam Waszyngton.

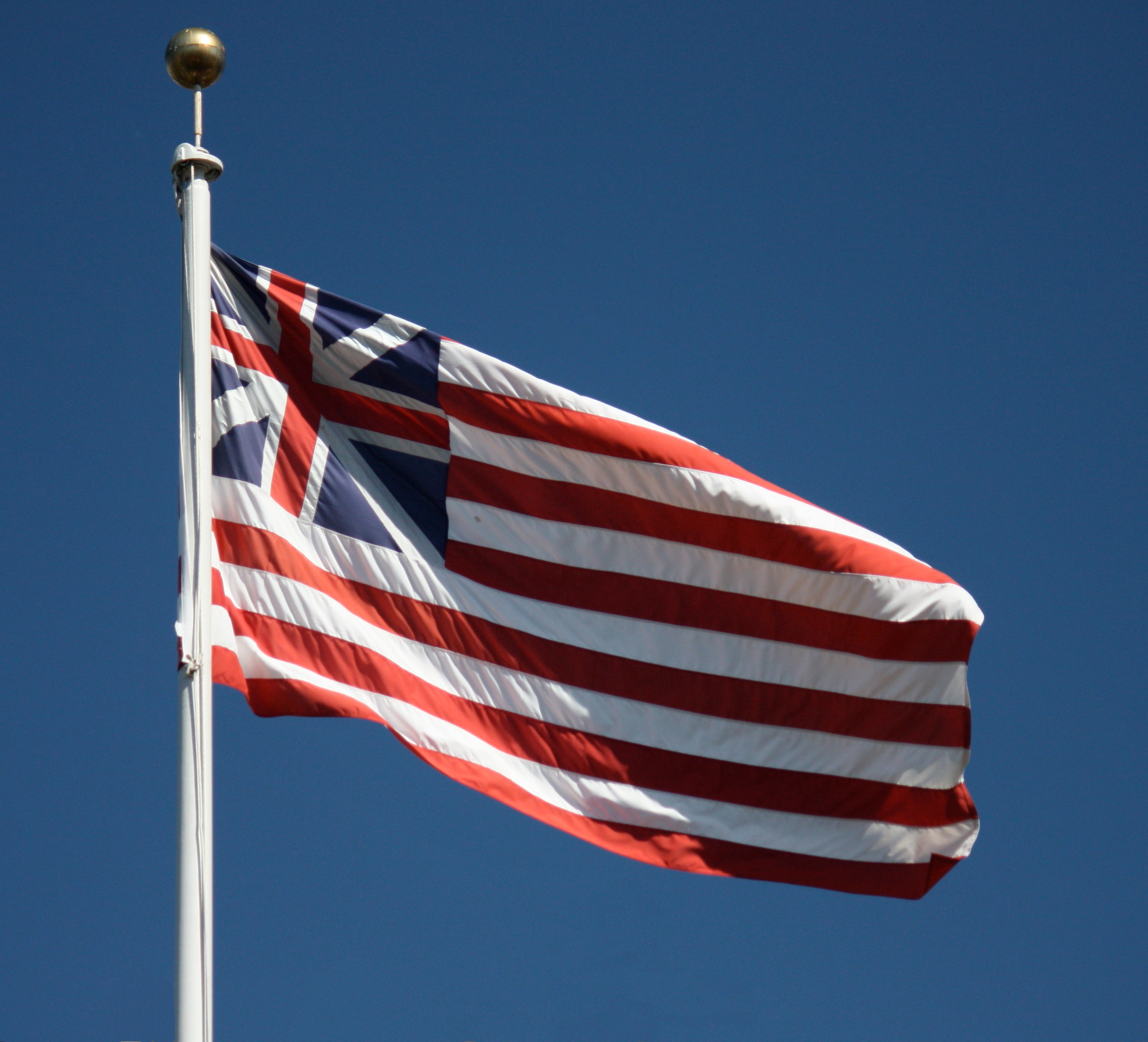
Wielka Flaga Unii z 1776. Taka flaga powinna powiewać w rękach żołnierza na dziobie

 Jesienią 1850, gdy obraz został prawie ukończony, wybuchł w pracowni pożar. Dzieło ocalało, lecz zostało mocno uszkodzone. Leutze naprawił uszkodzenia, ale postanowił namalować drugą kopię, którą ukończył w 1851 i wysłał do USA.

## Tło historyczne obrazu i błędy
Płótno ilustruje, tak jak wskazuje tytuł, przeprawę wojsk amerykańskich dowodzonych przez generała Jerzego Waszyngtona, przez rzekę Delaware. Od zachodu słońca do trzeciej nad ranem 2400 żołnierzy przeprawiło się ze strażnicy McKonkey’s w Pensylwanii na drugi brzeg, by ze stamtąd zaatakować wojska brytyjskie w mieście Trenton w New Jersey. Przeprawa miała miejsce 25 grudnia 1776, w przededniu bitwy pod Trenton i rozpoczęła decydujący etap wojny o niepodległość Stanów Zjednoczonych. Leutze ukazuje łódź pełną żołnierzy z Waszyngtonem dumnie stojącym na dziobie. W ten sposób zbudował patriotyczny obraz przyszłego prezydenta, ale w rzeczywistości dalece odszedł od realiów. Ukazana rzeka okazuje się nie rzeką Delaware, ale szerokim Renem. Wydarzenia odbywały się w mroźną noc podczas zachmurzonego nieba, podczas gdy na obrazie widoczne są sylwetki żołnierzy w promieniach słonecznych na tle czystego, bezchmurnego nieba. Przedstawione postacie mają na sobie nieskazitelne mundury, gdy w rzeczywistości ich umundurowanie było poszarpane i brudne; łodzie miały osiemnaście metrów długości – znacznie więcej niż widać to na płótnie. Trzymana przez jednego z załogantów flaga Stanów Zjednoczonych nie istniała w tym okresie. Została ustanowiona 14 czerwca 1777 rezolucją Drugiego Kongresu Kontynentalnego. Zgodnie z faktami historycznymi powinna to być Wielka Flaga Unii, pierwsza flaga narodowa. Sam Waszyngton, tak dumnie prezentowany na dziobie, siedział w rzeczywistości znacznie głębiej wśród żołnierzy.

## Historia obu kopii
Oryginalny, nadpalony obraz, pozostał w Niemczech. Leutze starał się, by zawisł on na Kapitolu w Waszyngtonie, ale z powodu uszkodzenia nie wyrażono na to zgody. Artysta przez kolejne piętnaście lat wystawiał dzieło w różnych miejscach m.in. na Światowej Wystawie w Berlinie, gdzie zdobył Wielki Złoty Medal. W 1863 obraz został zakupiony przez prywatne towarzystwo miłośników sztuki za 900 złotych talarów i wystawiane w muzeum Kunsthalle Bremen w Bremie. 4 września 1942 nalot bombowy brytyjskiej Royal Air Force zniszczył część muzeum, w tym obraz Waszyngton przeprawia się przez rzekę Delaware. Był on za duży by móc go wynieść do schronu.
Drugi obraz, pełnowymiarowa replika pierwszego, po wystawie w Nowym Jorku w październiku 1851, został zakupiony przez Marshalla O. Robertsa za 10 tysięcy dolarów. Do 1897 kilkakrotnie jeszcze zmieniał właścicieli, by wreszcie zostać przekazany przez Johna Stewarta Kennedy’ego do Metropolitan Museum of Art. Obraz był jedynie dwukrotnie wypożyczany na inne wystawy. W 1950 stanowił część wystawy w Dallas, a w 1952, trafił na kilka lat do United Methodist Church w Washington Crossing w Pensylwanii.